# Jean de Pelichy van Huerne
Pour les articles homonymes, voir Pélichy.
Le baron Jean Marie François Théodore Ghislain de Pelichy van Huerne, né le 12 mai 1774 à Bruges et mort le 18 novembre 1859 à Bruges, est un militaire et homme politique belge.

## Mandats et fonctions
- Membre des États provinciaux de la Flandre occidentale : 1828-
- Membre du Congrès national : 1830-1831
- Membre du Sénat belge : 1831-1859
- Bourgmestre de Bruges : 1841-1854

## Sources
- DE PELICHY VAN HUERNE Jean (1774-1859)
- Charles Gillès de Pélichy, Lettres du prince de Broglie, évêque de Gand, au baron Jean de Pelichy et à Mr Joseph van Huerne (1816-1821, in: Handelingen van het genootschap voor geschiedenis in Brugge, 1940-1946, pp. 48-111
- Charles Gillès de Pelichy, Histoire des Gilles et Gilles de Pelichy, Tablettes des Flandres, Recueil 10, Brugge, 1971
- Andries Van den Abeele, Hongeroproer te Brugge 2 en 3 maart 1847. Een breekpunt tijdens de “ellende der Vlaanders”, in: Handelingen Genootschap voor geschiedenis Brugge, 1982, blz. 131-192.
- Comité voor Initiatief Brugge, Brugse burgemeesters 1839-1987, Brugge, 1988
- Jean-Luc de Paepe & Christiane Raindorf-Gerard,  Le Parlement belge, 1831-1894. Données biographiques, Brussel, 1996.
- Koen Rotsaert, Lexicon van de parlementariërs uit het arrondissement Brugge, 1830-1995, Brugge, 2006,  (ISBN 90-76297-33-9 et 978-90-76297-33-0)
- Ivo de Craemere, Herdenkingsmedaille voor burgemeester Jean Jozef Maria François Théodore Ghislain de Pelichy van Huerne in: Brugs Ommeland, 2011, blz. 198-202